# 1944 Ґюнтер
1944 Ґюнтер (1944 Günter) — астероїд головного поясу, відкритий 14 вересня 1925 року.
Тіссеранів параметр щодо Юпітера — 3,592.